# إيغور كويتشي
إيغور كويتشي (بالصربية: Игор Којић)‏ هو لاعب كرة قدم صربي في مركز حراسة المرمى، ولد في 30 يوليو 1987 في موستار في البوسنة والهرسك. لعب مع دينامو بوخارست وراد بيوغراد ونادي أوبليتش ونادي سانتا كلارا.

## وصلات خارجية
- إيغور كويتشي على موقع قاعدة بيانات كرة القدم.إي يو (الإنجليزية)
- إيغور كويتشي على موقع عالم كرة القدم.نت (الإنجليزية)